# تياغو أمارال (لاعب كرة قدم)
تياغو أمارال (بالبرتغالية: Tiago Leite do Amaral‏) هو لاعب كرة قدم برازيلي في مركز الهجوم، ولد في 6 فبراير 1985 في ريو دي جانيرو في البرازيل. لعب مع Esporte Clube Aracruz ‏.

## وصلات خارجية
- تياغو أمارال (لاعب كرة قدم) على موقع قاعدة بيانات كرة القدم.إي يو (الإنجليزية)
- تياغو أمارال (لاعب كرة قدم) على موقع Soccerway.com (الإنجليزية)